# Földes Emília
Földes Emília (Szárazd, 1946. március 7. – Budapest, 2002. július 20.) magyar művészettörténész.

## Kutatási területe
A pest-budai ötvösművészet, továbbá a 20. századi és a kortárs magyar művészet Budapesthez kapcsolható irányzatai, illetve a főváros képzőművészeti gyűjteményeinek története.

## Életpályája
1965 és 1970 között az Eötvös Loránd Tudományegyetem Bölcsészettudományi Kar művészettörténet–történelem szakos hallgatója volt. 1970 és 1971 folyamán a Képzőművészeti Alap Kiadó Vállalatnál kézirat-előkészítőként dolgozott. 1971-től a Budapesti Történeti Múzeum munkatársa volt. Előbb az éremtárat és az ezüstgyűjteményt gondozta, majd 1974-től a festészeti- és 1980-tól a szobrászati gyűjteményt is gondozta. 1980-tól 1994-ig a múzeum Képzőművészeti Osztályának/Fővárosi Képtár osztályvezetője illetve igazgatója, végül 1996-tól igazgatóhelyettese volt 2002-ben bekövetkezett haláláig. Nagy szerepe volt abban, hogy a Templomtér 1988-ban kiállítási térként megnyílhatott.
Számos jelentős kiállítást rendezett itthon és külföldön.

## Díjai, elismerései
- Nívódíj (1981) Szentpéteri József ötvösművész életmű-kiállításának társrendezőjeként.

## Művei
- A Fővárosi Képtár gyűjteménye 1890 – 1945